# Pahora wiltoni
Pahora wiltoni är en spindelart som beskrevs av Forster 1990. Pahora wiltoni ingår i släktet Pahora och familjen Synotaxidae. Inga underarter finns listade i Catalogue of Life.